# Augusto da Silva
Augusto Álvaro da Silva (Recife, 8 april 1876 – São Salvador da Bahia, 14 augustus 1968) was een Braziliaans geestelijke en een kardinaal van de Rooms-Katholieke Kerk.
Da Silva werd op 5 maart 1899 priester gewijd. Vervolgens verrichtte hij pastorale werkzaamheden in het bisdom Olinda.
Op 12 mei 1911 werd Da Silva benoemd tot bisschop van Floresta; zijn bisschopswijding vond plaats op 22 oktober 1911. Op 25 juni 1915 volgde zijn benoeming tot bisschop van Barra (do Rio Grande). Hij werd op 18 december 1924 benoemd tot aartsbisschop van São Salvador da Bahia.
Da Silva werd tijdens het consistorie van 12 januari 1953 kardinaal gecreëerd. Hij kreeg de rang van kardinaal-priester. Zijn titelkerk werd de Sant'Angelo in Pescheria (pro hac vice). Hij nam deel aan de conclaven van 1958 en 1963
Da Silva nam deel aan het Tweede Vaticaans Concilie.

## Trivia
Met het overlijden van Carlos María de la Torre in 1968 werd hij de oudste nog levende kardinaal. Hij overleed twee weken later op 92-jarige leeftijd.
- Library of Congress Control Number: no2019009686
- Virtual International Authority File: 242150323827709972806
- WorldCat: E39PBJhxqgRbvGdCYbQMpFfQbd